# Aleksiej Kuzniecow (polityk)
Aleksiej Aleksandrowicz Kuzniecow (ros. Алексе́й Алекса́ндрович Кузнецо́в, ur. 7 lutego?/20 lutego 1905 w Borowiczach, zm. 1 października 1950 w Leningradzie) – radziecki działacz partyjny, I sekretarz Komitetu Obwodowego WKP(b) w Leningradzie (1945–1946), generał porucznik (1943).

## Życiorys
Od 1924 był działaczem Komsomołu, od 1925 należał do RKP(b), od 1932 był instruktorem Komitetu Miejskiego WKP(b) w Leningradzie, później zastępcą sekretarza i sekretarzem rejonowego komitetu partyjnego w Leningradzie. W 1937 kierownik wydziału organizacyjnego miejskiego komitetu WKP(b) w Leningradzie, od września 1937 do 19 lutego 1938 II sekretarz Leningradzkiego Obwodowego Komitetu WKP(b), od 19 lutego 1938 do 17 stycznia 1945 II sekretarz Leningradzkiego Miejskiego Komitetu WKP(b), równocześnie w latach 1939–1946 członek Rady Wojennej Floty Bałtyckiej, komisarz dywizji w stopniu generała majora (od 6 grudnia 1942), następnie generała porucznika (od 24 sierpnia 1943). Od 21 marca 1939 do sierpnia 1949 członek KC WKP(b), od czerwca do sierpnia 1941 członek Rady Wojennej Frontu Północnego, komisarz dywizji, od września 1941 do grudnia 1942 członek Rady Wojennej Frontu Leningradzkiego, od grudnia 1942 do marca 1943 członek Rady Wojennej 2 Armii Uderzeniowej Frontu Wołchowskiego, od marca 1943 do maja 1945 ponownie członek Rady Wojennej Frontu Leningradzkiego. Od 17 stycznia 1945 do 26 marca 1946 I sekretarz Leningradzkiego Obwodowego Komitetu WKP(b), od 18 marca 1946 do 28 stycznia 1949 sekretarz KC WKP(b). Równocześnie od 18 marca 1946 do 7 marca 1949 członek Biura Organizacyjnego KC WKP(b) od 13 kwietnia 1946 do 10 lipca 1948 naczelnik Wydziału Kadr KC WKP(b), od 28 stycznia do 28 marca 1949 sekretarz Dalekowschodniego Biura KC WKP(b) Po wojnie członek najbliższego otoczenia Stalina. Wspierał Żdanowa w walkach frakcyjnych, przy kampanii antysemickiej, przedstawił Stalinowi raport o seksualnych wyskokach dygnitarzy partyjnych.
13 sierpnia 1949 aresztowany w związku z tzw. sprawą leningradzką, torturowany (tzw. francuskie zapasy) skazany na śmierć i stracony. Odmówił przyznania się do winy. Został powieszony na haku wbitym w podstawę jego czaszki.
Ojciec Walerija i Ałły, żony Sergo Mikojana, syna Anastasa Mikojana. Mąż Zinaidy.

## Odznaczenia
- Order Lenina (dwukrotnie)
- Order Czerwonego Sztandaru
- Order Kutuzowa I klasy
- Order Kutuzowa II klasy
- Order Wojny Ojczyźnianej I klasy